# Cotorra alagroga
La cotorra alagroga  (Pyrrhura hoffmanni) és una espècie d'ocell de la família dels psitàcids que habita els boscos de les muntanyes de Costa Rica i oest de Panamà.